# Darija Derkacz
Darija Derkacz (ur. 27 marca 1993 w Winnicy) – włoska lekkoatletka ukraińskiego pochodzenia specjalizująca się w trójskoku i skoku w dal. Okazjonalnie startuje także w wielobojach.
Jest córką trójskoczkini Oksany i wieloboisty Serhija. Wraz z rodzicami w 2002 roku wyjechała do Włoch i zamieszkała w Pagani.
W 2013 została młodzieżową wicemistrzynią Europy w trójskoku. Dziesiąta zawodniczka mistrzostw Europy w Amsterdamie (2016). W tym samym roku wystąpiła na igrzyskach olimpijskich w Rio de Janeiro.
Halowa wicemistrzyni Europy w 2023 w trójskoku, natomiast rok później podczas mistrzostw Starego Kontynentu na stadionie w tej samej konkurencji zajęła ósme miejsce.
Złota medalistka mistrzostw Włoch oraz reprezentantka kraju na drużynowych mistrzostwach Europy.
Reprezentantka klubu CS Aeronautica Militare trenowana przez swojego ojca Serhija.

## Osiągnięcia
| Rok  | Impreza                                 | Miejsce        | Konkurencja | Lokata            | Wynik  |
| ---- | --------------------------------------- | -------------- | ----------- | ----------------- | ------ |
| 2013 | Superliga drużynowych mistrzostw Europy | Gateshead      | skok w dal  | 6. miejsce        | 6,21   |
| 2013 | Młodzieżowe mistrzostwa Europy          | Tampere        | skok w dal  | 6. miejsce        | 6,45   |
| 2013 | Młodzieżowe mistrzostwa Europy          | Tampere        | trójskok    | 2. miejsce        | 13,53  |
| 2013 | Mistrzostwa świata                      | Moskwa         | skok w dal  | el. – 28. miejsce | 6,16   |
| 2014 | Mistrzostwa Europy                      | Zurych         | trójskok    | el. – 21. miejsce | 13,06  |
| 2015 | Halowe mistrzostwa Europy               | Praga          | trójskok    | el. – 21. miejsce | 13,40  |
| 2015 | Młodzieżowe mistrzostwa Europy          | Tallinn        | skok w dal  | el. – 20. miejsce | 6,00   |
| 2015 | Młodzieżowe mistrzostwa Europy          | Tallinn        | trójskok    | 4. miejsce        | 13,88w |
| 2016 | Mistrzostwa Europy                      | Amsterdam      | trójskok    | 10. miejsce       | 13,89  |
| 2016 | Igrzyska olimpijskie                    | Rio de Janeiro | trójskok    | el. – 28. miejsce | 13,56  |
| 2017 | Halowe mistrzostwa Europy               | Belgrad        | trójskok    | el. – 13. miejsce | 13,69  |
| 2017 | Superliga drużynowych mistrzostw Europy | Lille          | trójskok    | 10. miejsce       | 13,37  |
| 2018 | Igrzyska śródziemnomorskie              | Tarragona      | trójskok    | 8. miejsce        | 13,39  |
| 2018 | Mistrzostwa Europy                      | Berlin         | trójskok    | el. –             | NM     |
| 2021 | Superliga drużynowych mistrzostw Europy | Chorzów        | trójskok    | 7. miejsce        | 13,88  |
| 2021 | Igrzyska olimpijskie                    | Tokio          | trójskok    | el. – 21. miejsce | 13,90  |
| 2022 | Halowe mistrzostwa świata               | Belgrad        | trójskok    | 15. miejsce       | 13,67  |
| 2022 | Mistrzostwa Europy                      | Monachium      | trójskok    | el. – 14. miejsce | 13,65  |
| 2023 | Halowe mistrzostwa Europy               | Stambuł        | trójskok    | 2. miejsce        | 14,20  |
| 2023 | Mistrzostwa świata                      | Budapeszt      | trójskok    | 8. miejsce        | 14,36  |
| 2024 | Mistrzostwa Europy                      | Rzym           | trójskok    | 8. miejsce        | 14,03w |
| 2024 | Igrzyska olimpijskie                    | Paryż          | trójskok    | 8. miejsce        | 14,14  |

## Rekordy życiowe
- Skok w dal (stadion) – 6,67 (2013) rekord Włoch młodzieżowców
- Skok w dal (hala) – 6,45 (2011)
- Trójskok (stadion) – 14,52 (2023)
- Trójskok (hala) – 14,26 (2022)